# Torben Dorph-Petersen
Torben Dorph-Petersen (14. juni 1960 i Rødovre – 17. september 2005) var søn af forfatter Per Dorph-Petersen og gymnasielærer Estrid Balslev. Opvokset i Viborg til han i 1985 flyttede til Århus Amt, hvor han tilbragte de sidste tyve år af sit liv. I det politiske og poetiske miljø var han kendt slet og ret under navnet Dorph.
Torben led fra en tidlig alder af skizofreni men overvandt med tiden sygdommen og levede de sidste år af sit liv et normalt liv sammen med konen Nana Rømer Dorph-Petersen. Parret giftede sig i 1998. Han brugte erfaringerne fra sin sygdom og sin kontakt med psykiatrien til at fungere som foredragsholder og brugerlærer ved psykiatrien i Århus Amt.
Torben nåede inden sin død at udgive tre digtsamlinger på eget forlag, først "Kærlighedens Partisaner", siden "Gnosis - Digte om Viden og Flygtighed" og sidst "Sexomatic". Han var herudover særdeles aktiv i det århusianske poetiske undergrundsmiljø, hvor han blandt andet var en hyppig deltager i poetry slam arrangementer samt digtoplæsninger. Han stod indtil sin død for indholdet af den politiske og filosofiske hjemmeside "Ravnens Kirke" og publicerede mange digte på amatørforfatterhjemmesiden "Fyldepennen". 
Kort inden Torben Dorph-Petersens død blev hans digtsamling "Digte til nationen" antaget til udgivelse af e-forlaget Scripsit.dk. Digtene udkom i januar 2006.
Torbens digtning bar præg af at være stærkt samfundsspejlende og samfundskritisk ud fra et venstreorienteret anarkistisk standpunkt. Et andet spor i digtningen var det alment menneskelige, som dog var kædet uløseligt sammen med det politiske gennem Torbens syn på menneskelig natur og hans blik for samspillet mellem individ og samfund.